# Grand Prix automobile de France 1994
GP précédent GP suivant
Le Grand Prix automobile de France 1994 (Grand Prix de France), disputé sur le circuit de Nevers Magny-Cours à 12 km au sud de Nevers le 3 juillet 1994, est la 555e épreuve du championnat du monde de Formule 1 courue depuis 1950 et la septième manche du championnat 1994.

## Course

### Déroulement de l'épreuve
Le Grand Prix de France voit le retour à la compétition de Nigel Mansell sur Williams-Renault. Très vite, les Ferrari déçoivent quelque peu. En revanche, les Williams démontrent les progrès réalisés en trustant la première ligne pour la première fois de la saison depuis le Grand Prix de Saint-Marin 1994. Nigel Mansell est second sur la grille derrière Damon Hill et Schumacher s'élance de la 3e position.
Schumacher bondit littéralement de la grille pour prendre le commandement en déposant facilement les deux Williams. Derrière lui, on trouve Hill, Mansell, Alesi, Berger et Irvine. Toutefois, Schumacher ne parvient pas à prendre le large comme il en avait l'habitude lors des courses précédentes. Hill reste assez proche du pilote Benetton et Mansell, harcelé par Alesi et Berger suivent à distance. Irvine a cependant déjà décroché. Tandis que Hill maintient l'écart sous les 2 secondes, Alesi reste très proche du vétéran britannique dont le choix comme pilote titulaire ne fait pas l'unanimité dans la presse comme dans le paddock.
Un duo se forme en tête de la course, suivi d'un second duo tournant à peine moins vite. Au 12e tour, Jos Verstappen qui remplace JJ Lehto chez Benetton, rentre au stand pour changer son aileron avant, après un tout-droit dans la chicane juste avant la ligne des stands : il repart dernier alors qu'il effectuait une jolie course en 11e position. Barrichello s'empare de la 6e place en dépassant son coéquipier Eddie Irvine. 
Au 16e tour, Schumacher et Hill possèdent plus de 10 secondes d'avance sur Mansell et Alesi, quand Mansell plonge dans la voie des stands laissant le champ libre à la Ferrari. Après 8 s 4 d'arrêt, le pilote britannique ressort des stands. Dans le tour qui suit, Alesi ravitaille et, après un arrêt plus court que celui de Mansell, s'empare de la troisième place. Devant, profitant de la présence d'attardés, Hill se rapproche et tente une attaque sur Schumacher, sans succès.
Au 25e tour, Schumacher porte son avance à 5 s 8 tandis que Barrichello qui s'est arrêté, est repassé 6e. Seuls les deux leaders ne sont toujours pas repassés aux stands. Derrière eux, Mansell, maintenant suivi de près par Berger qui le presse, repasse aux stands et en sort 6e. En tête, on semble se diriger vers une stratégie à un seul arrêt puisque ni Schumacher ni Hill ne rentrent. Le classement est alors Schumacher - Hill à 7 s 2 - Alesi à 13 s 5 - Berger à 28 s 2. Alesi rentre aux stands pour son second arrêt et Schumacher l'imite au 38e passage, laissant le commandement à Hill. Au 41e tour, Alesi part en tête-à-queue et Barrichello le percute, causant leur abandon. Schumacher se rapproche de plus en plus de Damon Hill et est même dans les roues du Britannique au 42e tour tandis que Berger, soulagé par le double abandon derrière lui, en profite pour rentrer aux stands et en ressortir 4e derrière Mansell. 
Au 43e tour, Hill rentre enfin aux stands et rend le commandement à l'Allemand. Deux boucles plus tard, Mansell abandonne et Berger s'assure donc définitivement de la 3e place. Pour son retour, le quadragénaire semble avoir montré ses limites : bien que très proche de son coéquipier en qualification, il fut loin de lui en course. Trois tours plus tard, Häkkinen abandonne, son moteur ayant rendu l'âme. Le classement est alors : Schumacher - Hill - Berger - Frentzen - Martini - De Cesaris. L'Allemand finit par s'imposer une nouvelle fois.

### Classement de la course
| Pos. | No | Pilote                | Écurie            | Tours | Temps/Abandon                      | Grille | Points |
| ---- | -- | --------------------- | ----------------- | ----- | ---------------------------------- | ------ | ------ |
| 1    | 5  | Michael Schumacher    | Benetton-Ford     | 72    | 1 h 38 min 35 s 704 (186,216 km/h) | 3      | 10     |
| 2    | 0  | Damon Hill            | Williams-Renault  | 72    | + 12 s 642                         | 1      | 6      |
| 3    | 28 | Gerhard Berger        | Ferrari           | 72    | + 52 s 765                         | 5      | 4      |
| 4    | 30 | Heinz-Harald Frentzen | Sauber-Mercedes   | 71    | + 1 tour                           | 10     | 3      |
| 5    | 23 | Pierluigi Martini     | Minardi-Ford      | 70    | + 2 tours                          | 16     | 2      |
| 6    | 29 | Andrea De Cesaris     | Sauber-Mercedes   | 70    | + 2 tours                          | 11     | 1      |
| 7    | 12 | Johnny Herbert        | Lotus-Mugen-Honda | 70    | + 2 tours                          | 19     |        |
| 8    | 9  | Christian Fittipaldi  | Arrows-Ford       | 70    | + 2 tours                          | 18     |        |
| 9    | 32 | Jean-Marc Gounon      | Simtek-Ford       | 68    | + 4 tours                          | 26     |        |
| 10   | 4  | Mark Blundell         | Tyrrell-Yamaha    | 67    | + 5 tours                          | 17     |        |
| 11   | 20 | Érik Comas            | Larrousse-Ford    | 66    | Moteur                             | 20     |        |
| Abd. | 3  | Ukyo Katayama         | Tyrrell-Yamaha    | 53    | Sortie de piste                    | 14     |        |
| Abd. | 7  | Mika Häkkinen         | McLaren-Peugeot   | 48    | Moteur                             | 9      |        |
| Abd. | 2  | Nigel Mansell         | Williams-Renault  | 45    | Transmission                       | 2      |        |
| Abd. | 27 | Jean Alesi            | Ferrari           | 41    | Collision                          | 4      |        |
| Abd. | 14 | Rubens Barrichello    | Jordan-Hart       | 41    | Collision                          | 7      |        |
| Abd. | 25 | Éric Bernard          | Ligier-Renault    | 40    | Boîte de vitesses                  | 15     |        |
| Abd. | 19 | Olivier Beretta       | Larrousse-Ford    | 36    | Moteur                             | 25     |        |
| Abd. | 8  | Martin Brundle        | McLaren-Peugeot   | 29    | Moteur                             | 12     |        |
| Abd. | 10 | Gianni Morbidelli     | Arrows-Ford       | 28    | Collision                          | 22     |        |
| Abd. | 26 | Olivier Panis         | Ligier-Renault    | 28    | Collision                          | 13     |        |
| Abd. | 31 | David Brabham         | Simtek-Ford       | 28    | Boîte de vitesses                  | 24     |        |
| Abd. | 6  | Jos Verstappen        | Benetton-Ford     | 25    | Sortie de piste                    | 8      |        |
| Abd. | 15 | Eddie Irvine          | Jordan-Hart       | 24    | Boîte de vitesses                  | 6      |        |
| Abd. | 24 | Michele Alboreto      | Minardi-Ford      | 21    | Moteur                             | 21     |        |
| Abd. | 11 | Alessandro Zanardi    | Lotus-Mugen-Honda | 20    | Moteur                             | 23     |        |
| Nq.  | 34 | Bertrand Gachot       | Pacific-Ilmor     |       | Non qualifié                       |        |        |
| Nq.  | 33 | Paul Belmondo         | Pacific-Ilmor     |       | Non qualifié                       |        |        |

## Pole position et record du tour
- Pole position : Damon Hill en 1 min 16 s 282 (vitesse moyenne : 200,572 km/h).
- Meilleur tour en course : Damon Hill en 1 min 19 s 678 au 4e tour (vitesse moyenne : 192,023 km/h).

## Tours en tête
- Michael Schumacher : 65 (1-37 / 45-72)
- Damon Hill : 7 (38-44)

## Statistiques
- 8e victoire pour Michael Schumacher.
- 13e victoire pour Benetton en tant que constructeur.
- 172e victoire pour Ford-Cosworth en tant que motoriste.